# Arhidieceza de Lublin
Arhidieceza romano-catolică de Lublin (în latină Archidioecesis Lublinensis) este una dintre cele paisprezece arhiepiscopii mitropolitane ale Bisericii Romano-Catolice din Polonia, cu sediul în orașul Lublin. În prezent are două episcopi sufragane: Dieceza de Sandomierz și Dieceza de Siedlce.

## Istoric
În anul 1257 a fost fondată Episcopia de Chełm, primul episcop fiind un anume Bartolomeu. Până în anul 1378 dieceza a fost sufragană a Arhiepiscopiei de Gniezno. În anul 1805, Papa Pius al VII-lea a ordonat transferarea scaunului episcopal la Lublin, numele episcopiei fiind schimbat în Dieceza de Lublin. În anul 1992, în urma reorganizării administrative făcute de Papa Ioan Paul al II-lea, episcopia a fost ridicată la rangul de arhiepiscopie, primind două sufragane: Dieceza de Sandomierz și Dieceza de Siedlce. Actualul arhiepiscop este Stanisław Budzik.